# Snowman (Sia)
Snowman è un singolo promozionale della cantante australiana Sia, pubblicato il 9 novembre 2017 e incluso nell'album natalizio Everyday Is Christmas.
Il brano, che è stato scritto dalla stessa cantante insieme a Greg Kurstin e prodotto da quest'ultimo, è diventato virale a dicembre 2018 su TikTok, permettendogli di entrare nelle classifiche musicali di vari mercati.

## Classifiche

### Classifiche settimanali
| Classifica (2017-25) | Posizione massima |
| -------------------- | ----------------- |
| Australia            | 11                |
| Austria              | 4                 |
| Belgio (Fiandre)     | 19                |
| Belgio (Vallonia)    | 10                |
| Canada               | 13                |
| Croazia              | 13                |
| Corea del Sud        | 10                |
| Danimarca            | 17                |
| Emirati Arabi Uniti  | 10                |
| Finlandia            | 1                 |
| Francia              | 5                 |
| Germania             | 6                 |
| Grecia               | 5                 |
| Hong Kong            | 20                |
| Irlanda              | 17                |
| Islanda              | 16                |
| Italia               | 14                |
| Lettonia             | 4                 |
| Lituania             | 2                 |
| Lussemburgo          | 5                 |
| Malaysia             | 3                 |
| Norvegia             | 1                 |
| Nuova Zelanda        | 11                |
| Paesi Bassi          | 4                 |
| Perù                 | 78                |
| Polonia              | 3                 |
| Portogallo           | 23                |
| Regno Unito          | 18                |
| Repubblica Ceca      | 5                 |
| Singapore            | 5                 |
| Slovacchia           | 4                 |
| Spagna               | 42                |
| Svezia               | 7                 |
| Svizzera             | 4                 |
| Ungheria             | 4                 |
| Vietnam              | 18                |

### Classifiche di fine anno
| Classifica (2020) | Posizione |
| ----------------- | --------- |
| Corea del Sud     | 134       |
| Classifica (2021) | Posizione |
| Corea del Sud     | 123       |
| Ungheria          | 92        |
| Classifica (2022) | Posizione |
| Corea del Sud     | 124       |
| Classifica (2023) | Posizione |
| Corea del Sud     | 140       |
| Ungheria          | 47        |
| Classifica (2024) | Posizione |
| Austria           | 58        |
| Corea del Sud     | 190       |
| Germania          | 90        |
| Svizzera          | 93        |